# پاوول لژکوویچ
پاوول لژکوویچ (انگلیسی: Paweł Leszkowicz؛ زادهٔ ۱۷ دسامبر ۱۹۷۰) استاد دانشگاه اهل لهستان است.
وی همچنین برندهٔ جوایزی همچون برنامه فولبرایت شده‌است.